# Eliete da Silva Brito
Eliete da Silva Brito (1980) es una botánica, brióloga, curadora, y profesora brasileña.

## Biografía
En 2009, obtuvo una licenciatura en ciencia orientada a biología, por la Universidad Estadual de Maranhão. En 2011, guiada por la Dra. Anna Luiza Ilkiu-Borges completó su maestría en Ciencias Biológicas, por la Universidad Federal de Amazonas.
Desarrolla actividades académicas y científicas, como becaria, en el Museu Paraense Emílio Goeldi.

## Algunas publicaciones
- e. da s. Brito, a.l. ilkiu-Borge. 2014. Briófitas de uma área de Terra Firme no município de Mirinzal e novas ocorrências para o estado do Maranhão, Brasil. Iheringia. Série Botânica 69: 133 - 142  Archivado el 24 de septiembre de 2015 en Wayback Machine.

- -----------------, --------------------. 2013. Bryoflora of the municipalities of Soure and Cachoeira do Arari, on Marajó Island, in the state of Pará, Brazil. Acta Botanica Brasílica (impreso) 27 (124): 1-141

- -----------------, --------------------. 2012. A new species of Ceratolejeunea Jack & Steph. (Lejeuneaceae, Jungermanniopsida) from a remnant of Amazonian forest in Maranhão, Brazil. Nova Hedwigia 95 (423): 3-4-428 resumen en línea

- -----------------, --------------------. 2012. Primeiro registro de Cololejeunea panamensis (Lejeuneaceae) para a América do Sul. Rodriguésia (online) 63 (1)

- -----------------, g.m. Conceição, d.f. Peralta. 2009. Notes on geographic distribution: Pottiaceae, Hyophila involuta (Hook.) Jaeg. & Sauerb. (new occurrence in the state of Maranhão, Brazil), Hyophila apiculata fleisch (new occurrence in Brazil). Pesquisa em Foco 17 (2): 80-83

- -----------------, -------------------, l.m.v. Almondes, m.f.v. Araújo, m.s. Rodrigues. 2008. Briófitas da Região Sudeste do Município de Teresina, Piauí, Brasil. Sinapse Ambiental 5: 18-26

- -----------------, m.s. Rodrigues, g.m. Conceição. 2008. Ocorrência da Familia Sematophyllaceae (Bryophyta), da Área de Proteção Ambiental Municipal do Inhamum, Caxias, Maranhão, Brasil. Revista Inovação (FAPEMA) 8: 60-63

## Honores

### Menciones honrosas
- 2014: por la presentación oral de trabajo titulado, Museu Paraense Emílio Goeldi (MPEG)-PCI/MCTI[3]

- 2008: por su presentación en panel de trabajo titulado, Universidad Estadual de Maranhão/Centro de Estudios Superiores de Caxias- II JORBIOS[3]
- La abreviatura «Silva Brito» se emplea para indicar a Eliete da Silva Brito como autoridad en la descripción y clasificación científica de los vegetales.[5]

- Portal:Botánica. Contenido relacionado con Botánica.
- Portal:Biología. Contenido relacionado con Taxonomía.